# Tylophora guillauminiana
Tylophora guillauminiana är en oleanderväxtart som beskrevs av Ping Tao Li. Tylophora guillauminiana ingår i släktet Tylophora och familjen oleanderväxter. Inga underarter finns listade i Catalogue of Life.